# Famille de Guiton
La famille de Guiton, olim Guitton ou Guyton, originaire de l'Avranchin, est connue dès le XIIIe siècle. L’appartenance à la noblesse d’ancienne extraction a été confirmé à trois reprises. D’abord par Montfaut (1463) puis par Roissy (1598) et maintenue à l’intendance de Caen en 1666 (recherche de Chamillart). La famille s'est éteinte en 1908.

## Origine
L'ancienne noblesse de la famille des Guiton s'appuie sur les pièces et les chartes authentiques et sur le témoignage des historiens les plus dignes de foi. Dès le XIe siècle les Guiton figuraient parmi les nobles de la Normandie, et l'on voit en 1066, Raoul de Guiton suivre Guillaume le Conquérant, en Angleterre, où, en récompense de ses services, il fut gratifié d'importants domaines dans le comté de Devon. Il y fonda la paroisse de son nom, maintenant Witon. Robert de Guiton, un de ses fils, se fit remarquer à la conquête des royaumes de Sicile et de Naples et à l'expédition en Terre Sainte (1096) où il accompagna Robert, duc de Normandie (selon Crescent de Guiton).
L'ancienneté de la famille n'est cependant pas prouvée jusqu'au XIe siècle malgré les nombreux travaux de Crescent de Guiton (1781-1873). La filiation prouvée remonte au début du XIVe siècle.
Le titre de vicomte héréditaire sur institution de majorat a été érigé en faveur de  Gilles Anne René de Guiton, écuyer, seigneur de la Villeberge (Montanel, élection d’Avranches), par lettres patentes du 28 octobre 1826.

## Armes
D'azur à trois angons d'argent posés deux et un.
Devise : Diex ai c'est- à-dire « Dieu à l'aide » ou "Dieu nous aide".

## Principales personnalités
- Raoul Guiton † 14 juin 1349 à Saint-James. Écuyer, seigneur des Guitons, de Carnet et la Villette.

Il fut capitaine du château de Saint-James de Beuvron et le défendit des assauts anglais en juillet 1346 (Renaud de Gobehen), 1347 et 1348.
« Quant à messire Regnault de Cobehen , il suivit avec son armée le littoral de l'ouest, se dirigeant sur l'Avranchin. C'est lui qui fut chargé d'implanter dans cette région la domination anglaise. Il était mandé dans la contrée de Fougères par Thomas d'Agorne, capitaine anglais qui soutenait le parti du duc de Montfort. Regnault de Cobehen ne pénétra dans l'Avranchin qu'avec deux bannières ; il brûla les faubourgs d'Avranches, sans entrer dans la ville, qui appartenait au roi de Navarre ; il ruina le manoir et le bourg de Ducey, et alla donner l'assaut au château de St-James ; mais il fut repoussé avec pertes, et à deux reprises différentes, en 1346 et 1347, par le capitaine de la place, Raoul Guiton, dont la vaillance fut reconnue et récompensée par le roi de France. Ce guerrier possédait le manoir de Carnet et mourut à St-James le 14 juin 1349. Il eut pour successeur Jean Painel, sire de Marcey, qui s'établit dans le château avec quatre chevaliers, trente-deux écuyers, trente-neuf arbalétriers à pied et neuf archers à cheval. Au moindre signal , il voyait autour de lui d'autres guerriers du pays, Yves de Chéruel, Robert et Jean de Crux , Jean du Bois de Saint-Quentin, Guillaume d'Argouges et les Fraslin de Husson , seigneurs de Ducey. » in L'Avranchin pendant la guerre de cent ans, 1346 à 1450, par Ch. Lebreton.
Philippe VI de Valois reconnut « que Raul Guiton escuyer a tenu et gouverné le fort de Saint-Jacques-de-Beuvron bien et loyaument et la tenu françois a grants coûts frais et missions tant par deux peines de siège que les Anglais mirent devant comme autrement en juin 1348 ». Receveur des deniers ordonnés pour la fortification et réparation de la ville (ou peut-être son fils ?)
Enterré à Saint-James : « Cy git Raul Guyton esc. capitaine du fort de céans pour le roy notre sire qui trespassa le XIV juing lan de grâce 1349 priez Dieu pour l’âme de ly ».
Construit en 1342 à Saint-James le manoir des Guitons où il reçoit à plusieurs reprises Bertrand du Guesclin lors de ses opérations.
- Jean Guiton, né avant 1410, décédé en 1460. Dit le rebelle. Un des 119 chevaliers défenseurs du Mont Saint Michel en 1423, Capitaine de Saint-James en 1448, en 1428 au siège d'Orléans avec Jeanne d'Arc. Fait piller le manoir des seigneurs d'Argouges passés à l'Anglais et qui leur ont vendu le fief de Granville où ils créent le port. Le 4 mars 1419 ses biens sont confisqués par Henri V d'Angleterre et donnés à Thomas Ramestone, seigneur Anglais. Écuyer du roi Charles VII en 1448.

Il a épousé en 1429 Perrine de La Croisille, décédée avant 1456, fille de Colin et de Agnès Thébault.
- Jean Guiton, décédé en 1510, fils du précédent. Le 17 mai 1485, il figure avec son frère Gilles Guiton et Robert de Verdun dans la revue des 30 hommes de guerre en morte-paye de l'ordonnance du roi Charles VIII pour la garde de la place de Tombelaine.

Il a épousé Guillemette Le Charpentier, dame de la Touche, fille de Robert et de Olive de Coëtivy.
- François Guiton, né en juin 1610 et décédé le 28 février 1667 à Montanel. Le 30 décembre 1630 lors d'une bagarre, il tue Yves Budes, seigneur de Sacey. En 1655 à Rouen, il est provoqué en duel par Henri Budes de Sacey, fils d'Yves, qui reçoit un coup d'épée dont il mourra peu après. Son fils Nicolas dit de lui : « Preux vainqueur des Budes, il vengea les Guitons des cruels attentats de ces méchants Bretons ».

Fils de Jean, né en 1540, décédé le 9 décembre 1610 et de Catherine de Saint Germain, décédée avant 1607.
Il a épousé en 1638 Antoinette Guischard de Villiers-le-pré, fille de Nicolas et de Anne Parrain.
- Charles Joseph Guiton, né le 16 mai 1683 à Argouges, décédé en 1719 à Valence en Espagne. Comte de Fresneda, il servit sous le duc de Vendôme lors de la guerre de succession d'Espagne.
- Gilles Anne François Guiton, brigadier lieutenant-colonel au régiment d'Egmont cavalerie.
- Gilles Anne René de Guiton, vicomte de Guiton, né le 20 août 1749 à Montanel, décédé le 12 janvier 1841 à Joué-lès-Tours. Page de la grande écurie du roi (27 avril 1766 - 14 avril 1770) puis lieutenant dans la Légion du maréchal de Soubise en 1770. Emprisonné à Fontainebleau le 3 mai 1794. Il revient ensuite habiter sa maison de Normandie jusqu'en 1806 date à laquelle il achète une propriété à Joué-lès-Tours. Vicomte héréditaire sur institution de majorat par lettres patentes du 28 octobre 1826.

Il a épousé le 17 mai 1779 à Saint-Senier-sous-Avranches Andrée Angélique Anne du Quesnoy, née en 1755, fille de Jean et d'Anne de Verdun. Divorcés le 7 thermidor an II (25 juillet 1794) à Rennes.
- Crescent de Guiton, vicomte de Guiton, né le 10 avril 1781 à Montanel, décédé le 8 avril 1873 à Montanel. Fils du précédent. Commis d'un marchand parisien pendant la Révolution. Directeur des Postes françaises en Étrurie. Maire de Montanel pendant trente ans, il donne et installe des bâtiments pour la mairie et l'école. Une plaque commémorative y a été apposée par décision du conseil municipal.

Il a épousé le 23 juillet 1828 Pauline de Carbonnel de Canisy, décédée le 17 février 1895 à Antrain, fille de François et de Anne de Carbonnel de Canisy.
- François de Guiton, vicomte de Guiton, né le 11 juin 1832 à Montanel, décédé le 4 février 1908 à Antrain. Fils du Précédent. Maire d'Antrain pendant 26 ans. Sans postérité, il laisse des biens à son neveu Jacques, Marquis de Kernier. Avec lui s'éteint la famille de Guiton.

Il a épousé le 14 janvier 1857 à Andouillé-Neuville, Françoise Hay des Nétumières, née le 3 juin 1834 au château de Bréquigny à Rennes, décédée le 31 mars 1910 à Antrain à l'âge de 75 ans, fille de Charles Hay des Nétumières et de Isidore de Montbourcher du Bordage.